# Count Raven
Count Raven est un groupe de doom metal suédois, originaire de Stockholm. Formé en 1989, il est considéré comme un groupe majeur et pionnier de la scène doom metal européenne.

## Biographie

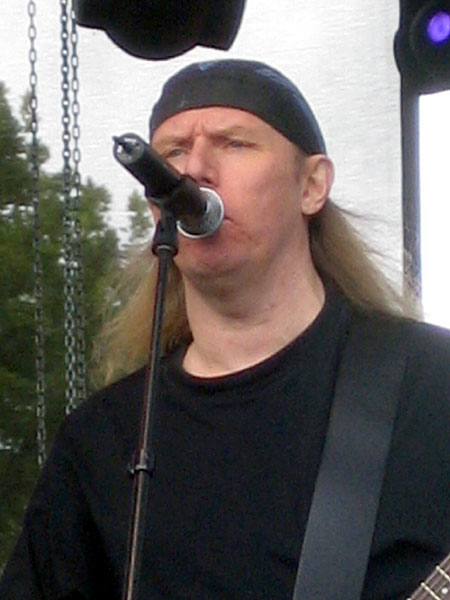
Dan Fodde Fondelius en 2005.

En 1987, « Chritus » Linderson, Dan Fondelius, Tommy Eriksson et Christer Pettersson fondent le groupe Stormvarning. Deux ans plus tard ils changent leur nom en Count Raven. En 1990, Storm Warning sort chez Hellhound Records, un label allemand qui publie à la même époque les albums de Saint Vitus et The Obsessed. Il est positivement accueilli par l'ensemble de la presse spécialisée européenne (4 points pour Kerrang!, 10/10 pour Rock Hard, 6/7 pour Metal Hammer).
Après le départ du chanteur Christian Linderson, parti remplacer Scott « Wino » Weinrich dans Saint Vitus, le guitariste Dan Fondelius devient aussi le chanteur du groupe. En 1992, leur deuxième album, Destruction of the Void, sort chez Nuclear Blast Records. Count Raven sort deux autres albums en 1993 et 1996 : High on Infinity et Messiah of Confusion ; avant de se séparer en 1998. Fondelius lance alors un nouveau groupe nommé Doomsday Government.
En 2003, le trio formé par Fondelius, Eriksson et Pettersson se reforme et se produit au Doom Shall Rise II en 2004 et aux festivals Keep It True et Wacken Open Air en 2005. L'année suivante, le groupe explose et Fondelius embauche une nouvelle section rythmique pour continuer l'aventure. En 2009, ils sortent l'album Mammons War. Le groupe doit annuler sa participation au Hellfest 2010, après l'hospitalisation de Fondelius. Count Raven donne quelques concerts en 2011, dont un dans le cadre du Roadburn Festival. Après plusieurs années d'inactivité le groupe annonce sa participation aux éditions 2017 des festivals Fall of Summer et Hammer of Doom.

## Membres

### Membres actuels
- Dan « Fodde » Fondelius (Doomsday Gouvernment) - guitare, claviers, chant (1989-1998, depuis 2003)
- Jens Bock (Doomsday Gouvernment) - batterie (2006-2009, depuis 2011)
- Samuel Cornelsen - basse (depuis 2016)

### Anciens membres
- Tommy « Wilbur » Eriksson - basse (1989-1998, 2003-2006, 2011-2016)
- Fredrik Jansson (Noctum, Witchcraft, Abramis Brama) - basse (2006-2011)
- Patrick Lundin - batterie (2009-2011)
- Christer « Renfield » Pettersson - batterie (1989-1998, 2003-2006)
- Christian Linderson (Saint Vitus, Terra Firma, Goatess, Lord Vicar) - guitare (1989-1992)

## Discographie
- 1990 : Storm Warning
- 1992 : Destruction of the Void
- 1993 : High on Infinity
- 1996 : Messiah of Confusion
- 2009 : Mammons War
- 2021 : The Sixth Storm